# Vlad Popescu
Vlad Popescu Piedone (n. 16 septembrie 1989, București, România) este un fost deputat român, ales la alegerile legislative din 2020  din partea Partidului Social Democrat (PSD). În 2024, a fost ales primar al sectorului 5 din București din partea Partidului Umanist Social Liberal.